# Сьцеёвице
Сцеёвице (пол. Ściejowice) — село в Польше в сельской гмине Лишки Краковского повета Малопольского воеводства.

## География
Село располагается в 5 км от административного центра гмины села Лишки и в 14 км от административного центра воеводства города Краков.
В 1975—1998 годах село входило в состав Краковского воеводства.

## Население
По состоянию на 2013 год в селе проживало 908 человек.
| 2010 | 2013 |
| ---- | ---- |
| 824  | 908  |

| Перепись  | Всего   | Всего | Женщины | Женщины | Мужчины | Мужчины |
| --------- | ------- | ----- | ------- | ------- | ------- | ------- |
| Единицы   | человек | %     | человек | %       | человек | %       |
| Население | 908     | 100   | 461     |         | 447     |         |

## Достопримечательности
- Дворец в Сцеёвице, построенный в первой половине XIX века — охраняемый памятник Малопольского воеводства[4].